# Theodor Lubomirski

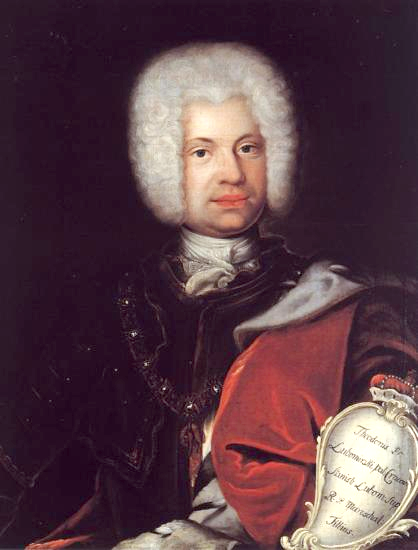
Theodor Lubomirski

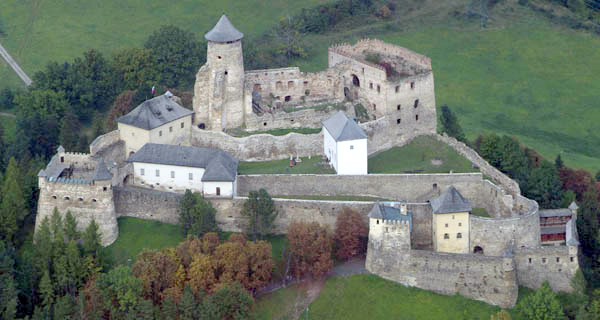
Lublauer Burg

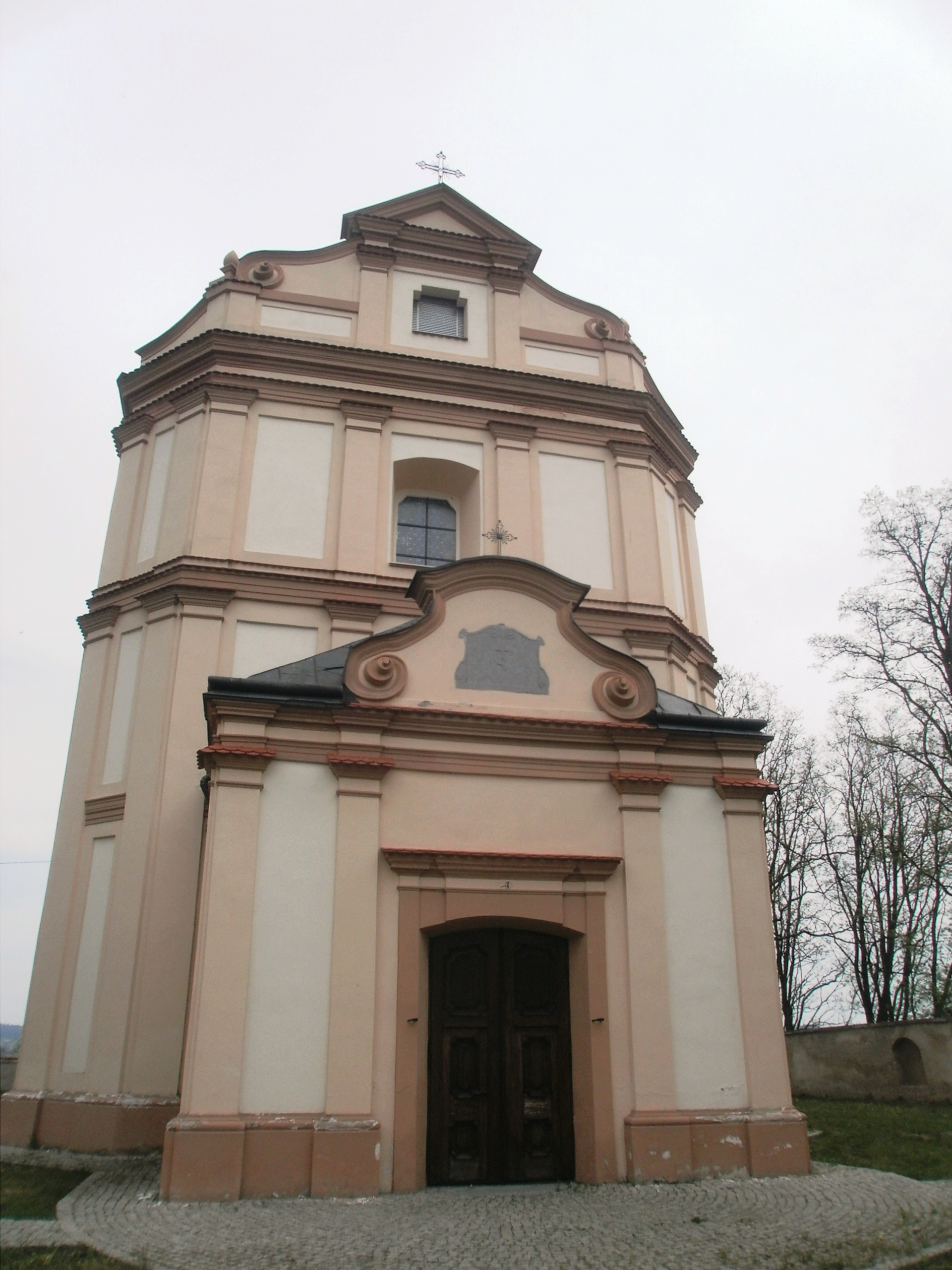
St. Stanisław Kirche in Boguchwała

Johann Theodor Konstantin Fürst Lubomirski (polnisch Teodor Józef Konstanty Lubomirski; * 1683; † 6. Februar 1745 in Ujazdów bei Warschau) war ein Krakauer Woiwode und kaiserlicher Feldmarschall.

## Leben

### Herkunft und Familie
Theodor war ein Prinz aus dem polnischen Fürstengeschlecht Lubomirski. Seine Eltern waren Stanislaus Heraklius Fürst Lubomirski (1642–1702) und Henriette Denhoff (1648–1702), eine Schwester von Kardinal Jan Kazimierz Denhoff (1649–1697). Seine Schwester Elisabeth (polnisch Elżbieta) Helena (1669–1729) war mit dem Großhetman der polnischen Krone, Adam Nikolaus Sieniawski (1666–1726) vermählt. Seine Brüder Franz (polnisch Franciszek) († 1721) und Josef (polnisch Józef) († 1732) wurden Generäle in polnischen bzw. kaiserlichen Diensten.
Er vermählte sich 1727 mit Anne Elisabeth, geborene Cumming (Culler-Cuming) (1685–1776), Witwe des Pferdezüchters und Kaufmanns John Christ. Die gebürtige Irin oder Schottin brachte zwei Kinder in die Ehe sich von Lubomirski adoptiert wurden.
- Maria Susanna Anna (1722–1771), ⚭ 1744 Nikolaus (ungarisch Miklos) Graf Esterházy de Galántha (1711–1764)
- Kasper (1724–1780), russischer Generalleutnant, ⚭ Barbara Lubomirska

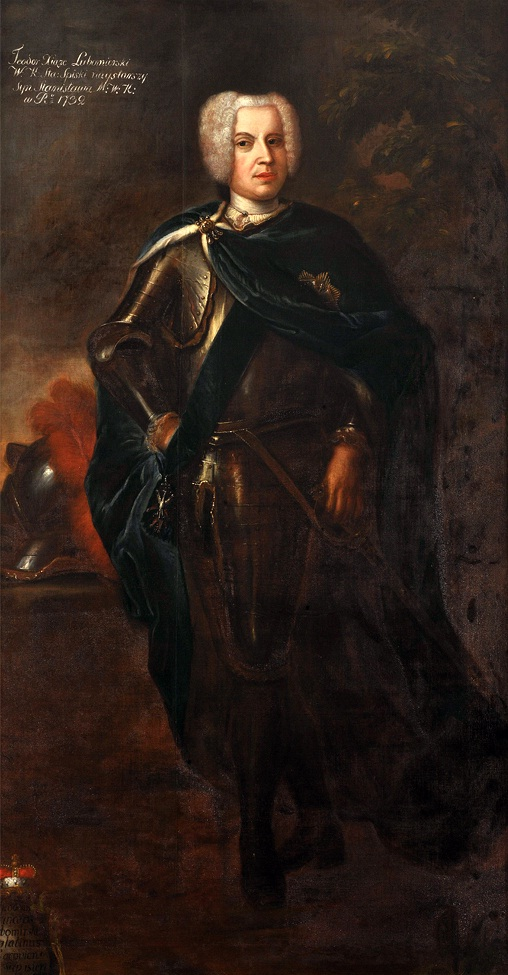
Theodor Lubomirski

### Werdegang
Lubomirski erhielt 1700 vom Vater die Starostei Zips und nahm seinen Sitz auf der Lublauer Burg. 1702 erbte er die Herrschaften Czerniaków und Ujazdów bei Warschau. Mit dem Tod seines Bruders Franz erbte er auch dessen Ländereien und erwarb später noch ein großes Anwesen in Rzeszów sowie Połonne. 
Am Großen Nordischen Krieg nahm er gegen August II. teil. 1711 versöhnt er sich mit seinem König und kehrte nach Zips zurück. Er war 1729 und 1730 Abgeordneter aus der Woiwodschaft Krakau im Sejm. Ab 1732 war er der Woiwode von Krakau. Er bewarb sich nach dem Tode des Königs August II. um die Krone musste sich aber sowohl August III. als auch Stanislaus I. Leszczyński beugen. 1735 unterzeichnete er die Resolution der Konföderation von Warschau und wurde 1736 zum  Senator ernannt.
Bereits 1709 war er kaiserlicher Generalfeldwachtmeister und ist 1710 zum Feldmarschallleutnant avanciert. 1736 steigt er zum Feldmarschall auf und erhielt das Kürassierregiment K 14 „Caraffa-Cürassiere“, das bis zu seinem Tod den Namen „Kürassier-Regiment Fürst Lubomirski“ führte. Während dieser Zeit hielt er sich meist in Wien auf und vertrat auf dem Sejm auch habsburgische Interessen.
Er war Ritter des Ordens vom Goldenen Vlies und Träger des Weißen Adlerordens. Lubomirski ließ bis 1727 die St. Stanisław Kirche in Boguchwała und wurde in Czerniaków beigesetzt.